# Nesomyidae
Nesomyidae är en familj i underordningen musliknande gnagare med arter som lever i Afrika och på öar i kontinentens närhet. Familjen omfattar ungefär 60 arter som är fördelade på 6 underfamiljer. Att dessa djur är släkt med varandra upptäcktes så sent som 2004 av Jansa och Weksler efter omfattande molekylärgenetiska undersökningar.

## Kännetecken
Arterna i familjen skiljer sig mycket i utseende och likheterna ligger snarare i genetiken istället för gemensamma morfologiska kännetecken. Kroppens uppbyggnad är vanligtvis anpassad till djurets levnadssätt. I familjen finns både arter som lever på träd, arter som förekommer på marken och arter som lever under jorden. Även angående vikten finns stora skillnader. På ena sidan finns de upp till 2,8 kilogram tunga jättepåsråttorna (värdet för hannar) och på andra sidan den bara 5 gram tunga arten Delanymys brooksi, som är ett av de lättaste exemplaren i hela underordningen.
Gemensam för familjens arter är konstruktionen av svalget, av tungan och av tandemaljen. Hos nästan alla arter har honor och hannar samma pälsfärg. Skillnader i storleken av olika kön kan förekomma hos olika arter.

## Utbredning och levnadssätt
Familjen Nesomyidae förekommer i Afrika söder om Sahara. Underfamiljen Nesomyinae är endemisk för Madagaskar. Några medlemmar hittas på Zanzibar och på mindre öar öster om det afrikanska fastlandet. För habitat, levnadssätt och föda finns inga speciella likheter mellan de olika medlemmarna i familjen. Till exempel påträffas flera arter som liksom möss är växtätare men det förekommer även allätare (exempel Dendromus mystacalis) och arter som huvudsakligen livnär sig av animaliska ämnen (exempel Prionomys batesi).

## Systematik
Familjen delas i 6 underfamiljer:
- Hamsterråttor (Cricetomyinae), liknar hamstrar men är inte släkt med dessa.
- Trädmöss (Dendromurinae), lever främst på träd.
- Madagaskarråttor (Nesomyinae), omfattar alla musliknande gnagare på Madagaskar men mellan dessa arter finns stora differenser.
- Mystromyinae, består av en enda art, Mystromys albicaudatus, som lever i södra Afrika.
- Afrikanska klippmöss (Petromyscinae), lever i klippiga områden i södra Afrika.
- Delanymyinae, med en enda art, Delanymys brooksi, i träskmarker av östra Afrika.

Madagaskarråttornas relation till de andra underfamiljerna är inte helt utredd. Afrikanska klippmöss och den vitsvansade råttan (Mystromys albicaudatus) är systertaxon. Resultaten av olika genetiska studier tyder på att underfamiljerna hamsterråttor och trädmöss är monofyletiska men ytterligare undersökningar behövs.